# All Time Low/Diskografie
Diese Diskografie ist eine Übersicht über die musikalischen Werke der US-amerikanischen Pop-Punk-Band All Time Low. Den Schallplattenauszeichnungen zufolge hat sie bisher mehr als 8,9 Millionen Tonträger verkauft, davon alleine in ihrer Heimat über sieben Millionen. Ihre erfolgreichste Veröffentlichung ist die Single Dear Maria, Count Me In mit über 3,6 Millionen verkauften Einheiten.

## Alben

### Studioalben
| Jahr | Titel                         | Höchstplatzierung, Gesamtwochen, AuszeichnungChartplatzierungen (Jahr, Titel, Platzierungen, Wochen, Auszeichnungen, Anmerkungen) | Höchstplatzierung, Gesamtwochen, AuszeichnungChartplatzierungen (Jahr, Titel, Platzierungen, Wochen, Auszeichnungen, Anmerkungen) | Höchstplatzierung, Gesamtwochen, AuszeichnungChartplatzierungen (Jahr, Titel, Platzierungen, Wochen, Auszeichnungen, Anmerkungen) | Höchstplatzierung, Gesamtwochen, AuszeichnungChartplatzierungen (Jahr, Titel, Platzierungen, Wochen, Auszeichnungen, Anmerkungen) | Höchstplatzierung, Gesamtwochen, AuszeichnungChartplatzierungen (Jahr, Titel, Platzierungen, Wochen, Auszeichnungen, Anmerkungen) | Anmerkungen                              |
| Jahr | Titel                         | DE | AT | CH | UK | US | Anmerkungen                              |
| ---- | ----------------------------- | --- | --- | --- | --- | --- | ---------------------------------------- |
| 2005 | The Party Scene               | — | — | — | — | — | Erstveröffentlichung: 19. Juli 2005      |
| 2007 | So Wrong, It’s Right          | — | — | — | UK— SilberUK | US62 Gold · (4 Wo.)US | Erstveröffentlichung: 25. September 2007 |
| 2009 | Nothing Personal              | — | — | — | UK— GoldUK | US4 Gold · (13 Wo.)US | Erstveröffentlichung: 7. Juli 2009       |
| 2011 | Dirty Work                    | — | — | — | UK20 Silber · (1 Wo.)UK | US6 (6 Wo.)US | Erstveröffentlichung: 7. Juni 2011       |
| 2012 | Don’t Panic                   | — | AT75 (1 Wo.)AT | — | UK9 Silber · (3 Wo.)UK | US6 (5 Wo.)US | Erstveröffentlichung: 9. Oktober 2012    |
| 2015 | Future Hearts                 | DE60 (1 Wo.)DE | AT61 (2 Wo.)AT | — | UK1 Gold · (8 Wo.)UK | US2 (9 Wo.)US | Erstveröffentlichung: 7. April 2015      |
| 2017 | Last Young Renegade           | DE47 (1 Wo.)DE | AT47 (1 Wo.)AT | CH62 (1 Wo.)CH | UK7 (2 Wo.)UK | US9 (1 Wo.)US | Erstveröffentlichung: 2. Juni 2017       |
| 2020 | Wake Up Sunshine              | DE49 (1 Wo.)DE | — | — | UK3 (2 Wo.)UK | US31 (1 Wo.)US | Erstveröffentlichung: 3. April 2020      |
| 2023 | Tell Me I’m Alive             | DE87 (1 Wo.)DE | — | — | UK12 (1 Wo.)UK | — | Erstveröffentlichung: 17. März 2023      |
| 2024 | The Forever Sessions - Vol. 1 | — | — | — | — | — | Erstveröffentlichung: 23. August 2024    |

### Livealben
| Jahr | Titel                                               | Höchstplatzierung, Gesamtwochen, AuszeichnungChartplatzierungen (Jahr, Titel, Platzierungen, Wochen, Auszeichnungen, Anmerkungen) | Höchstplatzierung, Gesamtwochen, AuszeichnungChartplatzierungen (Jahr, Titel, Platzierungen, Wochen, Auszeichnungen, Anmerkungen) | Höchstplatzierung, Gesamtwochen, AuszeichnungChartplatzierungen (Jahr, Titel, Platzierungen, Wochen, Auszeichnungen, Anmerkungen) | Höchstplatzierung, Gesamtwochen, AuszeichnungChartplatzierungen (Jahr, Titel, Platzierungen, Wochen, Auszeichnungen, Anmerkungen) | Höchstplatzierung, Gesamtwochen, AuszeichnungChartplatzierungen (Jahr, Titel, Platzierungen, Wochen, Auszeichnungen, Anmerkungen) | Anmerkungen                             |
| Jahr | Titel                                               | DE | AT | CH | UK | US | Anmerkungen                             |
| ---- | --------------------------------------------------- | --- | --- | --- | --- | --- | --------------------------------------- |
| 2010 | Straight to DVD                                     | — | — | — | UK— SilberUK | US58 (2 Wo.)US | Erstveröffentlichung: 25. Mai 2010      |
| 2016 | Straight to DVD II: Past, Present and Future Hearts | — | — | — | UK40 (1 Wo.)UK | US41 (1 Wo.)US | Erstveröffentlichung: 9. September 2016 |

### EPs
| Jahr | Titel                       | Höchstplatzierung, Gesamtwochen, AuszeichnungChartplatzierungen (Jahr, Titel, Platzierungen, Wochen, Auszeichnungen, Anmerkungen) | Höchstplatzierung, Gesamtwochen, AuszeichnungChartplatzierungen (Jahr, Titel, Platzierungen, Wochen, Auszeichnungen, Anmerkungen) | Höchstplatzierung, Gesamtwochen, AuszeichnungChartplatzierungen (Jahr, Titel, Platzierungen, Wochen, Auszeichnungen, Anmerkungen) | Höchstplatzierung, Gesamtwochen, AuszeichnungChartplatzierungen (Jahr, Titel, Platzierungen, Wochen, Auszeichnungen, Anmerkungen) | Höchstplatzierung, Gesamtwochen, AuszeichnungChartplatzierungen (Jahr, Titel, Platzierungen, Wochen, Auszeichnungen, Anmerkungen) | Anmerkungen                           |
| Jahr | Titel                       | DE | AT | CH | UK | US | Anmerkungen                           |
| ---- | --------------------------- | --- | --- | --- | --- | --- | ------------------------------------- |
| 2010 | MTV Unplugged: All Time Low | — | — | — | — | US92 (1 Wo.)US | Erstveröffentlichung: 12. Januar 2010 |

Weitere EPs
- 2003: All Time Low Demo
- 2004: The Three Words to Remember in Dealing with the End
- 2006: Put Up or Shut Up
- 2009: Live from MySpace Secret Shows
- 2009: Live Session
- 2018: Everything Is Fine On Your Birthday

## Singles
| Jahr | Titel Album                                            | Höchstplatzierung, Gesamtwochen, AuszeichnungChartplatzierungen (Jahr, Titel, Album, Platzierungen, Wochen, Auszeichnungen, Anmerkungen) | Höchstplatzierung, Gesamtwochen, AuszeichnungChartplatzierungen (Jahr, Titel, Album, Platzierungen, Wochen, Auszeichnungen, Anmerkungen) | Höchstplatzierung, Gesamtwochen, AuszeichnungChartplatzierungen (Jahr, Titel, Album, Platzierungen, Wochen, Auszeichnungen, Anmerkungen) | Höchstplatzierung, Gesamtwochen, AuszeichnungChartplatzierungen (Jahr, Titel, Album, Platzierungen, Wochen, Auszeichnungen, Anmerkungen) | Höchstplatzierung, Gesamtwochen, AuszeichnungChartplatzierungen (Jahr, Titel, Album, Platzierungen, Wochen, Auszeichnungen, Anmerkungen) | Anmerkungen                                                          | [↑]: gemeinsam behandelt mit vorhergehendem Eintrag; [←]: in beiden Charts platziert |
| Jahr | Titel Album                                            | DE | AT | CH | UK | US | Anmerkungen                                                          |                                                                                      |
| ---- | ------------------------------------------------------ | --- | --- | --- | --- | --- | -------------------------------------------------------------------- | ------------------------------------------------------------------------------------ |
| 2008 | Dear Maria, Count Me In So Wrong, It’s Right           | — | — | — | UK— PlatinUK | US— ×3DreifachplatinUS | Erstveröffentlichung: 6. Mai 2008                                    |                                                                                      |
| 2009 | Weightless Nothing Personal                            | — | — | — | UK100 Silber · (1 Wo.)UK | US— PlatinUS | Erstveröffentlichung: 24. März 2009                                  |                                                                                      |
| 2009 | Damned If I Do Ya (Damned If I Don’t) Nothing Personal | — | — | — | — | US67 Gold · (1 Wo.)US | Erstveröffentlichung: 16. Juni 2009                                  |                                                                                      |
| 2010 | Lost in Stereo Nothing Personal                        | — | — | — | UK63 (2 Wo.)UK | — | Erstveröffentlichung: 4. April 2010                                  |                                                                                      |
| 2011 | I Feel Like Dancin’ Dirty Work                         | — | — | — | UK85 (1 Wo.)UK | — | Erstveröffentlichung: 5. April 2011                                  |                                                                                      |
| 2012 | A Love Like War Don’t Panic: It’s Longer Now!          | — | — | — | UK56 (1 Wo.)UK | US— GoldUS | Erstveröffentlichung: 2. September 2013 feat. Vic Fuentes            |                                                                                      |
| 2015 | Something’s Gotta Give Future Hearts                   | — | — | — | UK84 (1 Wo.)UK | — | Erstveröffentlichung: 12. Januar 2015                                |                                                                                      |
| 2017 | Dirty Laundry Last Young Renegade                      | — | — | — | UK91 (1 Wo.)UK | — | Erstveröffentlichung: 17. Februar 2017                               |                                                                                      |
| 2020 | Monsters Wake Up, Sunshine                             | — | — | — | UK— SilberUK | US55 Gold · (17 Wo.)US | Erstveröffentlichung: 3. April 2020 feat. Blackbear                  |                                                                                      |
| 2020 | Monsters (Remix) –[DE: ↑][AT: ↑][CH: ↑][UK: ↑][US: ↑]  | — | — | — | UK— SilberUK | US55 Gold · (17 Wo.)US | Erstveröffentlichung: 4. Dezember 2020 feat. Blackbear & Demi Lovato |                                                                                      |

Weitere Singles
- 2007: Six Feet Under the Stars
- 2007: Remembering Sunday (US: Gold)
- 2008: Poppin’ Champagne
- 2009: Umbrella (Original: Rihanna)
- 2010: Toxic Valentine
- 2010: Painting Flowers
- 2011: Forget About It
- 2011: Time-Bomb
- 2012: For Baltimore
- 2012: Somewhere in Neverland
- 2012: Backseat Serenade
- 2012: The Reckless and the Brave
- 2013: A Love Like War (feat. Vic Fuentes)
- 2015: Kids in the Dark (UK: Silber)
- 2017: Good Times
- 2018: Everything Is Fine
- 2018: Birthday
- 2020: Some Kind of Disaster
- 2020: Sleeping In
- 2020: Getaway Green
- 2020: Melancholy Kaleidoscope
- 2020: Trouble Is
- 2020: Wake Up, Sunshine
- 2021: Once in a Lifetime
- 2023: Fake as Hell (Avril Lavigne feat. All Time Low)

## Videoalben
- 2010: Straight to DVD (US: Gold)

## Musikvideos
- 2005: Circles (Matt Grube)
- 2006: The Girl’s a Straight-Up Hustler (Matt Grube)
- 2006: Coffee Shop Soundtrack (Jesse Burton)
- 2007: Six Feet Under the Stars (Jesse Burton)
- 2008: Dear Maria, Count Me In (Travis Kopach)
- 2008: Poppin’ Champagne (Travis Kopach)
- 2009: Weightless (Matthew Stawski)
- 2009: Damned If I Do Ya (Damned If I Don't) (Matthew Stawski)
- 2010: Lost in Stereo (Live-Musikvideo)
- 2011: I Feel Like Dancin’ (Matthew Stawski)
- 2011: Forget About It (Jonathan Bregel)
- 2011: Time-Bomb (Asher Levin)
- 2011: Merry Christmas, Kiss My Ass (Jon Danovic)
- 2012: For Baltimore (Brett Jubinville)
- 2013: Somewhere in Neverland (Raul Gonzo)
- 2013: Backseat Serenade (Jeremy Rall)
- 2013: The Irony of Choking on a Lifesaver
- 2013: A Love Like War (Drew Russ)
- 2015: Something's Gotta Give (Chris Mars Piliero)
- 2015: Kids in the Dark (Sitcom Soldiers)
- 2015: Runaways (Live-Musikvideo)
- 2016: Missing You (Patrick Tracy)
- 2017: Dirty Laundry (Patrick Tracy)
- 2017: Last Young Renegade (Patrick Tracy)
- 2017: Life of the Party (Patrick Tracy)
- 2017: Nice2KnoU (Patrick Tracy)
- 2017: Good Times (Patrick Tracy)

## Statistik

### Chartauswertung
|                     | DE    | AT    | CH    | UK    | US     |
| ------------------- | ----- | ----- | ----- | ----- | ------ |
| Nummer-eins-Alben   | DE—DE | AT—AT | CH—CH | UK1UK | US—US  |
| Top-10-Alben        | DE—DE | AT—AT | CH—CH | UK4UK | US5US  |
| Alben in den Charts | DE4DE | AT3AT | CH1CH | UK7UK | US10US |

|                       | DE    | AT    | CH    | UK    | US    |
| --------------------- | ----- | ----- | ----- | ----- | ----- |
| Nummer-eins-Singles   | DE—DE | AT—AT | CH—CH | UK—UK | US—US |
| Top-10-Singles        | DE—DE | AT—AT | CH—CH | UK—UK | US—US |
| Singles in den Charts | DE—DE | AT—AT | CH—CH | UK6UK | US2US |

### Auszeichnungen für Musikverkäufe
| Goldene Schallplatte - Österreich - 2023: für die Single Monsters - Neuseeland - 2023: für die Single Monsters Platin-Schallplatte - Australien - 2023: für die Single Monsters - Neuseeland - 2024: für die Single Dear Maria, Count Me In 2× Platin-Schallplatte - Kanada - 2023: für die Single Monsters |

Anmerkung: Auszeichnungen in Ländern aus den Charttabellen bzw. Chartboxen sind in ebendiesen zu finden.
| Land/RegionAuszeichnungen für Musikverkäufe (Land/Region, Auszeichnungen, Verkäufe, Quellen) | Silber     | Gold       | Platin     | Verkäufe  | Quellen          |
| -------------------------------------------------------------------------------------------- | ---------- | ---------- | ---------- | --------- | ---------------- |
| Australien (ARIA)                                                                            | —          | —          | Platin1    | 70.000    | aria.com.au      |
| Kanada (MC)                                                                                  | —          | —          | 2× Platin2 | 160.000   | musiccanada.com  |
| Neuseeland (RMNZ)                                                                            | —          | Gold1      | Platin1    | 45.000    | radioscope.co.nz |
| Österreich (IFPI)                                                                            | —          | Gold1      | —          | 15.000    | ifpi.at          |
| Vereinigte Staaten (RIAA)                                                                    | —          | 7× Gold7   | 4× Platin4 | 7.050.000 | riaa.com         |
| Vereinigtes Königreich (BPI)                                                                 | 7× Silber7 | 2× Gold2   | Platin1    | 1.640.000 | bpi.co.uk        |
| Insgesamt                                                                                    | 7× Silber7 | 11× Gold11 | 9× Platin9 |           |                  |